# Đổng Hiền
Đổng Hiền (chữ Hán: 董賢; 22 TCN - 1 TCN), biểu tự Thánh Khanh (聖卿), là một quan viên nhà Tây Hán, nổi tiếng vì là nam sủng của Hán Ai Đế Lưu Hân. Vì được ân sủng, Đổng Hiền từ rất trẻ đã có thể làm đến Đại tư mã kiêm Vệ tướng quân.
Vì không muốn Đổng Hiền tỉnh giấc, Hán Ai Đế cắt đi ống tay áo, điển tích này trở nên cực kỳ nổi tiếng gọi là 「Đoạn tụ; 斷袖, trở thành ví dụ mô tả về đồng tính luyến ái nam trong lịch sử Trung Quốc (dù thực ra chính sử không ghi rõ quan hệ giữa hai người liệu có thực sự là quan hệ đồng tính hay đây chỉ là tình bạn thân thiết).

## Tiểu sử
Theo Hán thư ghi lại, Đổng Hiền sinh năm Dương Sóc thứ 3 (22 TCN) thời Hán Thành Đế, là người Vân Dương (雲陽; nay là Hàm Dương thuộc tỉnh Thiểm Tây), cha là Ngự sử Đổng Cung (董恭). Theo ghi nhận, Đổng Hiền tư dung đoan chính thanh nhã, diện mạo nhu mị, vốn là Thái tử Xá nhân khi Hán Ai Đế Lưu Hân còn là Hoàng thái tử.
Sau khi Ai Đế lên ngôi, Đổng Hiền tùy theo mà làm Lang quan, là chức vụ truyền gọi giờ giấc dưới điện của Vị Ương cung. Do tư dung mỹ miều, Ai Đế nghe thấy liền tò mò, nói:「"Người ngoài kia là Xá nhân Đổng Hiền chăng?"」, sau đó Đổng Hiền được Ai Đế phong làm Hoàng môn lang, bắt đầu ban ân sủng. Cha Hiền là Cung thụ tước Vân Trung hầu (雲中侯), làm Bá Lăng lệnh, dời lên Quang Lộc đại phu. Ân sủng ngày càng thịnh, thăng làm Phò mã Đô úy kiêm Thị trung, khi ra thì phụ trách Hầu xe, vào hầu nhập Ngự tiền Tả hữu, lại được ân thưởng không kể xiết, quyền quý chấn động triều đình.

## Được ban ân sủng
Khi đó Đổng Hiền hay ngồi chung xe với Ai Đế, tình cảm hết sức khắng khít. Một ngày, Ai Đế cùng Đổng Hiền ngủ ở trên long sàng, Đổng Hiền khi ấy ngủ đè lên ống tay áo của Ai Đế, mà Ai Đế muốn ngồi dậy nhưng sợ Đổng Hiền sẽ tỉnh, nên bèn dùng kiếm cắt đứt đoạn áo mà Đổng Hiền đang nằm lên. Từ đó, cụm từ「"Đoạn tụ"」, miêu tả việc cắt ống tay áo của Ai Đế, trở thành cụm từ ám chỉ đến quan hệ đồng tính nam.
Do biết tính cách Ai Đế, Đổng Hiền thường hay hầu bên cạnh mà ít khi xuất cung về nhà, Ai Đế thấy vậy bèn cho vợ của Đổng Hiền cũng vào cung, lại nạp em gái phong làm Đổng Chiêu nghi. Khi đó Đổng Hiền, Đổng Chiêu Nghi cùng vợ Đổng Hiền đều được ban thưởng. Vì chiều Đổng Hiền, Ai Đế phong Đổng Cung lên làm Thiếu phủ, ban tước Quan nội hầu (關內侯), ban thực ấp, sau dời làm đến Vệ úy. Cha vợ của Đổng Hiền thụ phong Tương tác đại tượng, em vợ làm Chấp kim ngô. Sau đó, Ai Đế còn cho cải tạo lại nơi ở cho Đổng Hiền tại Bắc khuyết, kiến trúc hết sức tinh xảo hoa lệ. Đổng Hiền cùng người nhà đều thụ hưởng ban thưởng lớn, trên đầy trân bảo dị vật, dưới thì có kho vũ khí cùng binh khí. Mỗi khi lựa chọn làm đồ cho Ai Đế, đều thường tận tụy làm cho Đổng Hiền với quy cách chỉ thua Thiên tử. Không dừng lại ở đó, Hán Ai Đế còn cho làm mộ sẵn dành cho Đổng Hiền bên cạnh Nghĩa lăng (義陵) - khu lăng mộ dự kiến xây dựng dành cho Ai Đế sau khi qua đời. Trong có Tiện phòng, ngoài có làm đường Kiếu đạo, chu vi mấy dặm, còn thêm cửa khuyết và bình phong trang trí xung quanh rất nhiều.

## Đại tư mã trẻ tuổi
Hán Ai Đế muốn phong Đổng Hiền tước Hầu, nhưng lệ nhà Hán chỉ phong tước này cho ngoại thích và người có quân công. Khi ấy Đổng Hiền chỉ qua 20 tuổi, không có công trạng to lớn mà đã dần dần chịu sủng thăng quan khiến không ít người gai mắt, nên Hán Ai Đế do dự mãi chưa thấy lý do.
Năm Kiến Bình thứ 4 (3 TCN), tháng 3, Đãi chiếu Tôn Sủng cùng Tức Phu Cung khống cáo Vương hậu của Đông Bình vương Lưu Vân làm chuyện trù yếm, Ai Đế sai Tôn Sủng và Tức Phu Cung thông qua Đổng Hiền mà khống cáo lên, thành công lấy công trạng này gán cho Đổng Hiền, do đó Đổng Hiền lập tức thụ phong Cao An hầu (高安侯), thực ấp 1000 hộ, sau nâng thành 2000 hộ. Thừa tướng Vương Gia bất bình chuyện này, hoài nghi Đông Bình vương vô tội mà đám người Tức Phu Cung vì ân sủng của Ai Đế dành cho Đổng Hiền mà nịnh nọt vu cáo, do đó nhiều lần can gián Ai Đế không quá sủng Đổng Hiền, mắng Hiền là 「Loạn quốc chế độ; 亂國制度」. Cuối cùng Vương Gia bị hạ ngục mà chết. Tháng 8, Ai Đế sai Trung hoàng môn phát binh khí đến chỗ của Đổng Hiền, tổng cộng hết 10 lần.
Sau khi Hán Ai Đế kế vị, tổ mẫu Phó Thái hậu và thân mẫu Đinh Cơ đều còn sống, hai nhà họ Phó cùng họ Đinh dần đạt được phú quý quyền thế. Đường đệ của Phó Thái hậu là Phó Hỉ được phong Đại tư mã, quyền phụ chính, do mất lòng Thái hậu mà bị bãi quan. Sau đó cậu của Ai Đế là Đinh Minh nhậm chức Đại tư mã, nhưng có mâu thuẫn ích lợi với Đổng Hiền đang thụ sủng, mà khi Vương Gia chết thì Đinh Minh có đồng tình, nên Ai Đế cố kỵ ông. Hán Ai Đế ngày càng sủng ái Đổng Hiền, muốn phong chức quan trọng cho Hiền nhưng Đinh Minh không thuận, Ai Đế bèn ra chỉ mắng Đinh Minh, lại bãi chức của Minh mà thay bằng Xa Kỵ tướng quân Vi Thưởng, một người cũng xuất thân từ nước Định Đào. Năm Nguyên Thọ nguyên niên (2 TCN), ngày 6 tháng 12 (ÂL), sau khi Vi Thưởng nhậm chức không lâu thì qua đời, Hán Ai Đế chính thức gia phong Đổng Hiền làm Đại tư mã, gia thêm Vệ tướng quân. Sách phong viết:「"Trẫm thừa Thiên Tự, duy kê cổ kiến nhĩ vu Công, dĩ vi Hán phụ. Vãng tất nhĩ tâm, thống tích nguyên nhung, chiết trùng tuy viễn, khuông chính thứ sự, duẫn chấp kỳ trung. Thiên hạ chi chúng, thụ chế vu Trẫm, dĩ tương vi mệnh, dĩ binh vi uy, khả bất thận dữ!"」.
Lúc ấy Đổng Hiền chỉ 22 tuổi, tuy hàng Tam công nhưng chỉ ở trong điện chấp chính sự vụ, quản Thượng thư, rất nhiều quan lại vì muốn Ai Đế thăng quan tiến chức cho mình mà đều câu thông với Đổng Hiền. Không dừng lại, Đổng Hiền thấy cha mình chưa được liệt vào hàng Cửu khanh, nên điều nhậm làm Quang Lộc đại phu, bổng lộc tăng thành Trung nhị thiên thạch. Em trai Đổng Hiền là Đổng Khoan Tín thay Hiền làm Phò mã Đô úy, nhiều thành viên nhà họ Đổng cũng được cất nhắc lên làm Thị trung, địa vị của nhà họ Đổng vì có Đổng Hiền là ở trên cả hai ngoai thích họ Phó lẫn họ Đinh. Sang năm (1 TCN), tháng giêng, Hung Nô đến chầu, Hán Ai Đế ban yến và triệu kiến Sứ giả, quần thần ở phía trước. Thiền vu của Hung Nô đối với Đổng Hiền có kinh ngạc vì quá trẻ, vì thế dò hỏi phiên dịch vị này là ai mà cũng dự vào hàng này. Hán Ai Đế lệnh cho phiên dịch nói:「"Đại tư mã niên thiếu, dĩ đại hiền cư vị"」. Thiền vu bèn chức mừng Hán triều có hiền thần. Thừa tướng Khổng Quang khi trước là cấp trên của Đổng Cung, đến khi Đổng Hiền làm Đại tư mã thì Khổng Quang làm Đại tư đồ, Ngự sử đại phu Bành Tuyên làm Đại tư không, chính thức xác định Tam công của Hán Ai Đế. Do quyền thế của Đổng Hiền, Khổng Quang rất cung kính, đích thân đến cổng đón vào nhà, không dám dùng lễ ngang hàng tiếp đãi. Hán Ai Đế nghe vậy cất nhắc anh em của Khổng Quang lên làm Gián đại phu rồi Thường thị, cũng từ đó vị thế của Đổng Hiền ngày càng rõ rệt, ngang bằng Thiên tử.
Vào lúc đó, ngoại thích họ Vương nhà Thái hoàng thái hậu Vương Chính Quân đã suy sụp, trong triều chỉ có con trai của Bình A hầu Vương Đàm là Vương Khứ Tật, làm đến Thị trung kiêm Kỵ đô úy. Hán Ai Đế thấy nhà họ Vương đã đơn bạc nên cũng cho cất nhắc bọn họ, đem em trai của Khứ Tật là Vương Hoành làm Trung thường thị, nhạc phụ của Hoành là Tiêu Hàm thuộc về con cháu của Tiền tướng quân Tiêu Vọng Chi, khi ấy cũng đang ở triều đình. Cha của Đổng Hiền là Đổng Cung rất hâm mộ danh tiếng nhà họ Tiêu, cho nên xin cho Đổng Khoan Tín lấy con gái của Tiêu Hàm, nhưng Tiêu Hàm sợ hãi không dám nhận, nói với Vương Hoành:「"Đổng Công khi thụ phong Đại tư mã, sách văn có nói 『Doãn chấp kỳ trung』, đấy là lời của Nghiêu truyền cho Thuấn, không phải cái chuyện thường dành cho Tam Công. Đám lão thần thấy lời này, không ai không sợ. Cái sự này con gái nhà ta há có thể đảm đương nổi sao?"」. Vương Hoành nghe vậy liền tỉnh ngộ, nên nói với Đổng Cung khéo léo biểu đạt cha vợ không muốn trèo cao. Đổng Cung thở dài nói:「"Nhà ta làm gì phụ lòng thiên hạ, mà thế nhân đều phải khiếp hãi chăng?"」, nói xong cũng buồn bực. Khi ấy trong cung thiết yến, cha con Đổng Hiền cùng anh em nhà Vương Hoành đều hầu rượu, Hán Ai Đế không chút hoang mang mà nói với Đổng Hiền rằng:「"Nếu ta thực sự làm chuyện Nghiêu nhường Thuấn, thì sẽ thế nào?"」. Vương Hoành lập tực nói:「"Thiên hạ là do Cao Hoàng đế giành được, không phải Bệ hạ thực sự thụ hưởng. Đến nay Bệ hạ kế thừa Tông Miếu, nên tích cực phó thác con cháu đời đời, nhiều đời truyền vị mới là đại sự của thiên hạ. Thiên tử không thể tùy ý nói"」. Hán Ai Đế không vui, từ đó Vương Hoành không được hầu yến nữa.

## Kết cục
Năm Nguyên Xuân thứ 2 (1 TCN), ngày 26 tháng 6 (ÂL), Hán Ai Đế băng hà ở Vị Ương cung. Nhân lúc Hán Ai Đế vừa băng, Thái hoàng thái hậu Vương Chính Quân đến ngay Vị Ương cung, bố trí tử đệ tiến hành đoạt lại triều đình. Trước khi lâm chung, Hán Ai Đế đã cho Đổng Hiền giữ ngọc tỷ truyền quốc, đến đây Thái hoàng thái hậu nghe Vương Hoành kiến nghị, đến ép Đổng Hiền giao ra ngọc tỷ. Đổng Hiền là người phe họ Phó, hơn nữa là nam sủng của Hán Ai Đế, nên bị Vương Chính Quân triệu kiến, hỏi hắn quốc tang nên như thế nào điều hành, Đổng Hiền không thể nói, bèn cởi mũ tạ tội, Thái hoàng thái hậu nói:「"Tân Đô hầu Vương Mãng từng lấy thân phận Đại tư mã mà cử hành lễ tang của Tiên Đế (tức Hiếu Thành Hoàng đế), nếu ngươi chưa biết, ta sẽ triệu hắn vào cung hướng dẫn ngươi"」. Đồng Hiền dập đầu nhận ân. Thái hoàng thái hậu bèn triệu Vương Mãng vào cung, giao lại quyền Đại tư mã, Vương Mãng liền lấy danh nghĩa Thái hoàng thái hậu mà buộc tội Đổng Hiền vào thời điểm Ai Đế bệnh nặng mà lại không đích thân hầu hạ thuốc thang, cấm Đổng Hiền ra vào Tư Mã phủ đại môn trong cung. Đổng Hiền không hiểu vì sao, đến trước điện cởi mũ, đi chân trần tạ tội.
Ngày hôm sau, Vương Mãng cầm chiếu tuyên bố:「"Từ khi ngươi vào cung đến nay, âm dương không điều, tai hoạ cũng đến, bình dân bị tội. Tam Công, là phụ thần quan trọng nhất của Thiên tử, mà Cao An hầu Hiền không hiểu đến đạo lý, đảm nhiệm Đại tư mã mà không thể lệnh chúng nhân vừa lòng, không đủ uy đánh bại bọn địch man rợ ở biên cương. Nay thu hồi Ấn tín Đại tư mã, lệnh bãi quan về ở nhà"」. Ngày hôm đó, Đổng Hiền cùng vợ đều tự sát, nhà bọn họ sợ hãi nên đương đêm mai táng.
Vương Mãng nghi hoặc Đổng Hiền giả chết, nên thỉnh mở quan tài của Đổng Hiền ra để nghiệm xem. Vương Mãng lại ám chỉ Đại tư đồ Khổng Quang dâng tấu lên Thái hoàng thái hậu, nói:「"Đổng Hiền trời sinh thích nịnh nọt, cùng đám người tà ác bất chính trong cung làm xằng bậy để thụ phong tước Hầu, cha con thay nhau cầm giữ triều chính, anh em cũng chịu sủng ái, tiếp thu ban thưởng quá nhiều, nơi ở xa hoa, mộ phần cùng chế độ dành cho Quân vương không sai biệt, tiêu hao cả trăm triệu tiền, quốc khố do vậy hư không. Cha con ngạo mạn không thuận, tiếp Thiên tử sứ giả mà không quỳ bái, tội ác phi thường rõ ràng. Đổng Hiền tuy tự sát nhận tội, mà cha em trong nhà không hối hận, dùng Chu sa bôi lên quan tài, lấy màu của bốn mùa mà vẽ, bên trái là Thương Long, bên phải là Bạch Hổ, bên trên khảm vàng bạc đá quý, dùng Ngọc y Châu bích khâm liệm, đấy là quy chế chí tôn tột đỉnh. Đám người Đổng Cung này tuy miễn bị tru sát, nhưng không thể lưu lại ở triều đình. Thỉnh đem tài vật thu nạp vào triều đình, những ai dựa vào Đổng Hiền mà có chức thì đều bãi miễn!"」. Sau đó, Đổng Cung cùng anh em của Đổng Hiền đều dời đến quận Hợp Phổ, riêng mẹ của Hiền ở lại quê cũ là Cự Lộc. Triều đình bán đi Đổng thị tài sản tổng cộng có 43 trăm triệu tiền. Sau khi bị khai quan, Đổng Hiền được đưa vào lại quan tài, để lại vào khu mộ phần được định sẵn bên cạnh Hán Ai Đế tại gần Nghĩa lăng.